# ツインビーRPG
『ツインビーRPG』（ツインビーアールピージー）はコナミより1998年4月2日に発売されたプレイステーション用RPG。同ジャンルでは『ツインビーミラクル 〜不思議なベルの大陸〜』が公開されていたが、発売中止になり、本作は完全な別作品。

## 概要
『ツインビーPARADISE』の世界をベースにしているためシリーズとは設定がやや異なり、どんぶり島に召喚された主人公が、蒸発したライトを探すためツインビーの臨時パイロットとして冒険をするという内容。『レインボーベルアドベンチャー』『対戦ぱずるだま』に続く非STG新作だが、イラストレーター・開発スタッフは完全新規。インタビューでも「ツインビーパラダイスは好きだけど、STGが苦手なファンのためのゲーム」と、STGであるツインビーの意義が完全に失われ、派生作品であるアニラジ人気が一人歩きしたコンセプトで開発された。この背景にはツイパラが声優人気で好調なセールスを記録する中、本編のSTGが下降気味であった面もあるが、結局この『ツインビーRPG』も予算の割りに売り上げが悪くシリーズ最終作になった（携帯アプリやリメイクや配信物では現在もシリーズ継続中）。ゲーム内容は『ときめきメモリアル』のように女の子または男の子の好感度をあげつつ冒険するRPG。主人公は会話の返事を3択の中から選ぶことで、シナリオが分岐したり性格が変わる事がある。最終的にもっとも好感度の高い人物とのエンディングを迎える。
基本的に敵キャラクターの経験値は一定（書籍などではザコキャラクターは160、ボスキャラクターは600とされている）で、味方側と敵側のレベルの関係によって上下する（よって同じ敵を倒しても、レベルが低い者が多く経験値が入る）。またトドメを刺した者にはいくぶん多めに入る。一度レベルアップすると、次に必要な経験値は、現在のレベルにかかわらず約5000前後（ストーリー開始直後のツインビーに限ってはこの限りではない）。戦闘以外でも、町の人と話したり、何らかのアクションをする事で経験値が入りレベルが上がる。さらにお金（単位は“エン”）を落とす敵キャラクターが極端に少なく、資金調達は主に敵が落とすフルーツ（これはザコキャラクターは確実に落とす）や、アイテムの売却などで行うのも大きな特徴。フルーツはミカン、リンゴ、ブドウ（マスカット）、サクランボ、桃があり、それぞれ売値も異なる（ミカンが最も安く、桃が最も高い）。特定のイベントをクリアするとミキサーが手に入る。フルーツはミキサーを使うことで体力回復などの効果があるジュースになる。ミキサーにはレベルがあり、レベルが上がることで作れるジュースの種類も増える。
メインキャラクターはフルボイスだが、主人公の名前は発音されない。

## ストーリー
主人公はいつものようにツインビーのアニメを見ていたら、突然テレビがノイズ混じれになると同時に真っ暗な空間に放り込まれる。そこでツインビー達に危機を伝えようとしても謎の結界で遮られていたメローラ姫を救い、彼女に代って危機を伝えるためにドンブリ島へ向かう事になる。主人公がドンブリ島に着いた瞬間、黒い霧がドンブリ島を覆い島民達が次々と倒れる。シナモン研究所に向かう途中で倒れていたツインビーに乗り込み、ツインビーと共にドンブリ島を救うために行動を開始した。

## 登場人物
主人公
声 - 無し
今作のオリジナルキャラクター。言わばプレイヤーの分身であり、名前も自分で決める事が出来る。現実世界からメローラ姫の力で呼び寄せられたという事になっており、ライト達の世界では実体が無い為、メローラ姫がこの世界での身体を提供している。キャップを被った中性的な顔立ちと肩までの髪、膝丈のズボン、ベストが特徴。性格はプレイヤーの行動次第で真面目からひねくれ者、スケベなど、いくらでも変わる。開発者によると「あえて年齢も性別もはっきりさせなかった」との事で、雑誌では男の子のようにするか女の子のようにするかはプレイヤー次第と書いてあるが、選択肢の口調やマドカが「君」付けで呼んでいる事やフィーレンEDでは、彼女は主人公の事をしっかり「お兄ちゃん」と言っている事など、周囲は男の子のように思っている様子。
ツインビー
声 - 田中真弓
本来はライトの乗機だが、今回は主人公と組む事になる。ニコニコ山駅の入口でのびており、主人公に発見される。元々はライトにしか扱えないように調整されているが、主人公は彼を操縦する事が出来る。ボディカラーはブルー、武器はハンマーとハンドガン。右足の靴底には絆創膏が貼ってある。語尾は「（だ）ビー」で、これは他の二体（ウインビー、グインビー）も共通。
ライト
声 - 山口勝平
従来の主人公であったが、今回は戦闘不能。ただし最後に美味しいところを持って行く。EDではスケベな発言をしてパステルにどつかれる。
パステル
声 - 椎名へきる
どんぶり島のアイドル的存在で、ライトの従妹ではあるが彼を「お兄ちゃん」と呼んで慕っている（ただし年齢はライトと同じで、二人はクラスメート同士である）。条件が揃えばチューリップ村の廃墟（実はモルテとフィーレンの住居らしい）でデートが出来る。また、アイキャッチでは彼女のガンマン姿を見る事が出来る。基本的に主人公を呼び捨てで呼んでいるが、たまに「君」をつける（例：「コナミ君」など）。
ウインビー
声 - 西原久美子
パステルの相棒。リース城スタジオの地下で救出した後、さらにパステルを助ける事で仲間になる。ボディカラーはピンク、武装はリボン。今回は何かと故障する機会が多い。回復系の技に長けている。
ミント
声 - 伊藤美紀
パステルの弟の天才赤ちゃん。マドラーランドで救出後、仲間に出来る。今回も古代文字を解読する機械をシナモン博士と共同で作るなど、天才児振りを遺憾なく発揮する。
グインビー
声 - 伊藤美紀
ミントのお守り兼相棒で、性格はおっとりしている。彼の「ばぶばぶ語」の通訳も担当。ボディカラーはライトグリーンで、投擲武器としてガラガラを使用。戦闘補助の能力に長けている。
シナモン博士
声 - 田中和実
ライト達の良き理解者。今回は様々なアイテムを開発して、プレイヤーをバックアップしてくれる。主人公の行動によっては、パステルの入浴を覗く事になる（半分事故だが）。
マドカ
声 - 國府田マリ子
ライトとパステルの友達で、中学生ながらタンポポタウンにて喫茶店「ファンタジアン」を経営している。少しズレているが、そこも魅力。条件次第でマドラーランドで（一番オーソドックスな）デートが出来る。彼女の作るコーヒーは大変美味しいと評判だが、クッキー（酢入り）は殺人的な威力。またたびやとんぶりなどのアイテムを彼女の元に持って行くと、新しいクッキー（もちろん攻撃アイテム）をくれる。今回の事件を知って、祖父であるマードック博士（本作では出てこない）の作ったパワードスーツで出撃しようとする。
シーズ
声 - 緒方恵美
レンゲ島に住むワルモン博士製アンドロイド。直情型で憎まれ口が多いが、性根は優しく、サリュートによれば結構心配性らしい。BT-01（ブラックツインビー1号機）のパイロット。サリュートの事は「姉貴」、ライトを「ハチマキヤロー」と呼ぶ。同じくレンゲ島に住むラピスとは友達であり、島の危機を知って立ち上がる。自分がアンドロイドである事に引け目を感じている発言もする。
サリュート
声 - 山崎和佳奈
シーズの姉で、同じくワルモン博士が制作したアンドロイドだが、シーズとは対照的に物静かな性格。彼女もラピスの友達。コスチュームはかなり刺激的。彼女も条件が揃えば、夜の海岸でかなり幻想的なデートが出来る。占いは基本的に信じていないらしい。BT-02のパイロット。なお、BTシリーズはツインビーやザコビーと異なり、自由意思は有していない模様。
アップル先生
声 - 西原久美子
ライト達の担任。今回は都会島で会う事が出来る。また、アイキャッチでは主人公と共に福引きをするアニメが見られる。
ピーチ先生
声 - 伊藤美紀
デザート中学の保険医。回復をしてくれるのだが、アップルと違い、別に彼女に会わなくてもゲームの進行に影響は無い。
ホワイト
声 - 私市淳
ライト達のクラスメート。主人公のパラメータがどう変わったかをチェック（例として「〇〇はライトより…力強そうだけどな」等）してくれるが、自分でもステータス画面でチェック出来るのであまり意味は無い。
マスタード
声 - 神谷浩史
ライト達のクラスメート。性格はお調子者でそそっかしいが、責任感は強い。チルコタウンのビガロホールで倒れており、テロベルト撃破後に話しかけると目を覚まし、ホールで開催されるダンスコンテストの司会になる。
ラピス
声 - 金丸日向子
レンゲ島に住む8歳の少年で、シーズとサリュートの友達。健康的に日焼けした肌が特徴。釣りの名手で、主人公との会話次第では釣りを教えてくれる。今回は村人達が黒い霧で倒れた中、一人で村を守っていた。アイキャッチでもシーズ、サリュートと共に姿を見る事が出来る。
リトル
声 - 丸尾知子
パステルに憧れている6歳の少年で、相当ませている。ワルモン博士が挑戦してきた時に、すぐに待ち合わせの場所に行けば会う事が出来る（同時に連絡してくるマドカとの約束を優先させると会えない）。
モルテ
声 - 日髙のり子
RPGのオリジナルキャラクター。人には無い超能力を持っており、その為周囲から迫害を受けてきた。年齢よりもしっかりしているが、内面は年相応の少女。回復系の能力に長けている。
フィーレン
声 - 南央美
モルテの妹。周囲の迫害のために人見知りが激しく内向的な性格になってしまった。モルテよりも強い力（予知すらも出来る）を持ち、攻撃系の能力に長けている。今回の事件には、ある重要な役割で関わっている。
占い師
声 - 井上喜久子
チューリップ村で占い小屋を開いている、80歳の老婆。モルテやフィーレンの数少ない理解者で、彼女にもモルテ達ほどではないが『力』がある。衣装はかなり派手。桃一個で主人公の性格を、リンゴ十個で主人公と相性の良い女の子を占ってくれる。
ワルモン博士
声 - 岸野幸正
どこか憎めない悪の科学者。今回は「鉄王MK-III」というロボットで勝負を挑んでくる。主人公の態度次第で情報を提供してもらったり出来る。実は鉄王MK-IIIを開発する際少々借金をしてしまい、引越しするという名目で借金取りから逃げている模様。
ザコビー
声 - 沼田祐介
ワルモン博士がツインビーに対抗する為に制作した、100体ほどいる量産型メカ。完全自立可動型のロボットで、一桁ナンバーのザコビーは自我を持ち始めており、今回登場しているのは「ビーちゃん」の愛称を持つ004。ザコビーの中でも、004が比較的出番が多い。語尾に「ワル」とつけて話すのが特徴（ザコビーシリーズ全体に言える事だが）。ボディカラーはパープルで、ワルモン博士を「ご主人様」と呼ぶ。
メローラ姫
声 - 井上喜久子
初出時は惑星メルの姫（女王）だったが、（ラジオドラマ『ツインビーPARADISE』の放送開始以降に）設定が改変され人間達の良き心の集合体になった。この世界では実体が無い主人公の為に、自分の肉体を再構築して主人公の身体にしてくれる。OPで彼女の頼みを断り続けると、いきなりゲームオーバーになってしまう。

## ボスキャラクター
本作の全てのボスキャラクターは通常攻撃に対する防御力が異常に高く、その時点での最高の攻撃力を持つベルパワーと協力攻撃でないと大ダメージを与えることができない。
パペットン
リース城スタジオの地下で戦う最初のボス。左肩にヘイ（ザコキャラクターの一体）を乗せたマリオネットのような姿をしている。他のボスが普通に喋るのに対し、彼のみは台詞がカタカナ表記されており、しゃべり方もぎこちない。
ランドセイバー
デザート中学の体育館で戦う事になるボス。ツインビー達のように、巨大な頭部に手足（左腕はキャノン砲）といった姿をしている。二機のビットを持っており、これを使った攻撃もしてくる。彼らボスキャラクターは、台詞自体はあるが、音声はメカの起動音のような音で表現されている。
テロベルト
ビガロホールのボス。埴輪のような白い仮面を付けた菱形に近いボディに、六本の腕を持つ。まだ動き回るツインビー達を見て、彼らの魂も喰おうとした。
ガブリエル
マドラーランドで犬の着ぐるみを着て、ミントを拘束していたボス。青い全身タイツに白い手袋とブーツをつけた道化師のような姿をしている。武器は巨大な戦斧。彼らボスは最終ステージで全員再生され、再び戦う事になる（もちろんそれぞれ強化されている）。
ネプチューン
チューリップ村を支配するボスで、空洞のボディ（光の球のようなコアらしきものがある）にローブを纏った骸骨のような外見で、下半身にあたるものは無い。彼の部下は、その名の通り水棲生物系の姿をしている。
フィラルクロー
ツインビー達がメローラ神殿に入ろうとした所で襲ってくるボス。フェニックスのような姿をしている。後にグリード神殿で再生された際には、敬語で話す。
ドラゴンヘッズ
レンゲ島を脅かしているボス。三つの首を持つ巨大な赤いドラゴンの姿をしている。攻撃力は高いが知能は低く、どもった話し方をする。彼のみ、戦闘開始時に部下として、エンカウントで遭遇するものよりも多少ステータスの高いサラマンダー二体を引き連れている（再戦時は単独）。
ナターシャ&パイソン
都会島で遭遇するボスの二人組。外見はほぼ同型（手足が付いた騎士の兜のような感じ）だが、カラーリングが若干異なり、ナターシャはリボンとポニーテール状の髪、パイソンはサーベルを持っている。彼らとの戦闘でBT-01は故障し、また、サリュートも左肩のジョイントをやられる。ボスとの総当たり戦には登場せず、グリードとの最初の戦闘で再生される。
デモンズテイル
グリード神殿の地下で、それまでの再生ボスを撃破後に戦うボス。黒いナーガのような姿をしている。彼を倒すと後戻りが出来なくなる。
グリード
声 - 飛田展男
今回の事件の首謀者。どんぶり島やその周辺を黒い霧で覆い、人々の魂を奪う。話し方は物静かだが、口は汚く、とことん身勝手で外道な性格。その正体は主人公と同じ世界の人間で、その邪悪などす黒い精神をダークベルに認められ、この世界にやって来た。最後は元の世界に戻される。

## 主題歌
オープニング主題歌「きっと、ずっと」
歌 - マドカ（國府田マリ子） / 作詞 - PONとツインビーRPG作詞委員会 / 作曲 - 田廻弘志、ながつきまろん / 編曲 - 亀田誠治
エンディング主題歌「あいことばはBe!!」
歌・作詞 - 國府田マリ子 / 作曲 - 松原みき / 編曲 - 亀田誠治
これら2曲は、当該ゲームのオリジナルサウンドトラック(コナミレーベルより1998年4月3日に発売)には収録されておらず、CD『ツインビーPARADISE 5th Anniversary』に収録されている他、オープニング主題歌のみ、1999年発売のコナミ10周年記念アルバム「10th ANNIVERSARY KONAMI LABEL THEME SONG COLLECTION」に再録された。

## 評価
電撃PlayStationDPSソフトレビューでは55、50、65、85の255点。レビュアーのうち3人（55、50、65点をつけた者）はイメージの崩れない3Dモデリングがよく、フルーツを使ったアイテム作成や戦闘の合体攻撃が上手く馴染んでいるとしたが、ファミコンのような古臭いシナリオ、ヒントが少なく何をしていいか迷うときがある、キャラクターを大きく見せるためかマップは見通しが悪く迷いやすい（説明書の画像とゲーム中の表示角度は違う）、視点は建物を出入りするたびにリセット、全員の装備を1度に変更できないなど融通の利かないメニュー、序盤から敵が強いため展開が遅い、フィールド上の物を壊せるシステムはもっと多様であってほしかった、総プレイ時間が短すぎる気がして声優陣はラジオドラマと同じなため声優ファンにはいいかもしれないとし、もう1人（85点をつけた者）はシステムは他のRPGのいいとこどりながらツイビーテイストに巧みにアレンジされ、プレイヤーの性格が展開や好感度に影響するオリジナル要素もよく、ファン以外にもお勧めな秀作だと賞賛した。